# Mart Stam
Mart Stam właściwe Martinus Adrianus Stam, także: Mostam, ur. 5 sierpnia 1899 w Purmerend w Holandii, zm. 23 lutego 1986 w Szwajcarii) – holenderski architekt modernistyczny, rysownik i teoretyk architektury, działający także w Szwajcarii, Niemczech i Związku Radzieckim.

## Życiorys
Stam jako uczeń działał w organizacjach katolickich, miał jednak również związki z socjalistami. Uczył się zawodu stolarza, a później kreślarza budowlanego. Po I wojnie światowej pracował jako kreślarz w biurach Granpré Molière'a w Rotterdamie, Karla Mosera w Zürichu i Maksa Tauta i Hansa Poelziga w Berlinie. Jednocześnie współtworzył też pierwsze niezależne projekty. Nieoczekiwaną sławę przyniósł mu w 1922 wielokrotnie publikowany i często komentowany projekt betonowo-szklanego wieżowca w Królewcu, mający cechy konstruktywistyczne. Następnie Stam wydawał nieregularnie ukazujący się periodyk ABC i wywarł tym znaczny wpływ na rozwój nowoczesnego projektowania. W 1927 został zaproszony do wzięcia udziału w wystawie Werkbundu na Weißenhofie w Stuttgarcie i zbudował trzysegmentowy dom szeregowy z tarasami dachowymi, będący jego pierwszym samodzielnym projektem a zarazem przykładem dojrzałego stylu międzynarodowego. W tym czasie Stam pracował u różnych architektów w Holandii, zapewne głównie jako rysownik, przy czym przypisywany mu wkład w poszczególne obiekty jest niepewny. W latach 1928–1929 uczył architektury w Bauhausie. Zaprojektował też równolegle z Miesem van der Rohe i Marcelem Breuerem tzw. krzesło zawieszone. Następnie na kilka lat wyjechał do ZSRR, gdzie wraz z Ernstem Mayem stworzył projekty urbanistyczne kilku miast, m.in. Magnitogorska.
W 1935 Stam powrócił do Amsterdamu i założył własne biuro. Zbudował przede wszystkim Drive-In Flats 1936, jeden z pierwszych domów szeregowych z garażami w kondygnacji parteru. Struktura elewacji świadczy o ponownym zwróceniu się Stama w stronę konstruktywizmu. W 1939 został dyrektorem Instytutu Nauczania Rzemiosła Artystycznego w Amsterdamie.
Po II wojnie światowej Mart Stam został zaproszony do powstającej NRD, gdzie uczył architektury i projektował budynki posiadające pewne cechy socrealizmu. W 1953 rozczarowany i rozgoryczony kolejny raz wrócił do Holandii, gdzie kilkanaście lat pracował, wznosząc m.in. wieżowiec w Rotterdamie. Po przejściu na emeryturę w 1966 wyjechał do Szwajcarii z drugą żoną, Olgą, gdzie pod jej wpływem unikał wszelkich kontaktów ze światem zewnętrznym. W 1984 na krótko się ujawnił, lecz wkrótce zmarł.

## Główne dzieła
- dom szeregowy na osiedlu Weissenhof, 1927
- willa konstruktywistyczna Jiřego Palički na osiedlu Baba w Pradze, 1928
- dom starców we Frankfurcie nad Menem, 1928–1930
- fabryka wyrobów tytoniowych van Nelle w Rotterdamie, 1930 (z Johannesem Brinkmannem i Leen van der Vlugtem - atrybucja niepewna)
- Drive-In Flats w Amsterdamie, 1936

## Galeria

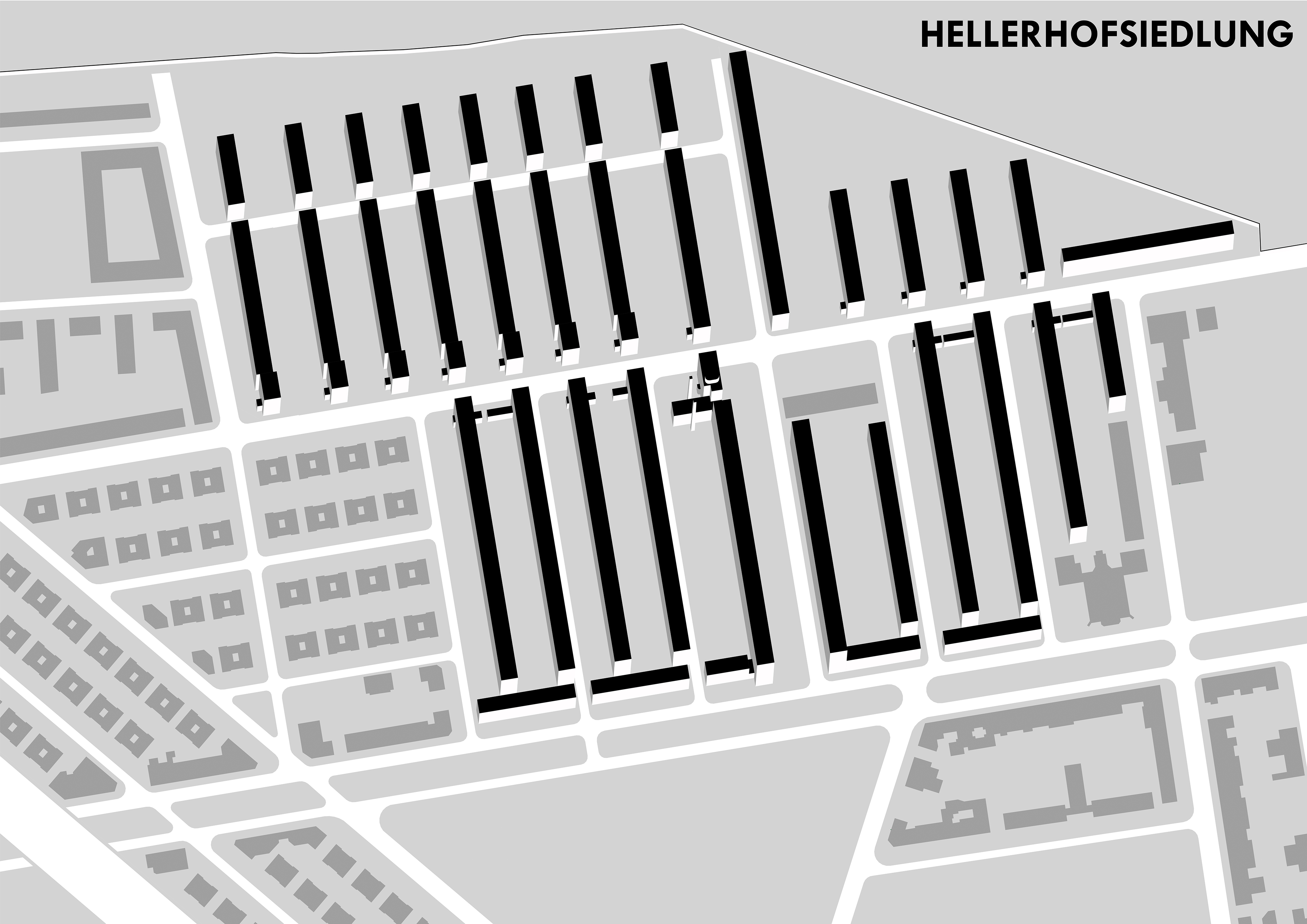
Hellerhof Siedlung we Frankfurcie nad Menem (projekt z 1931)
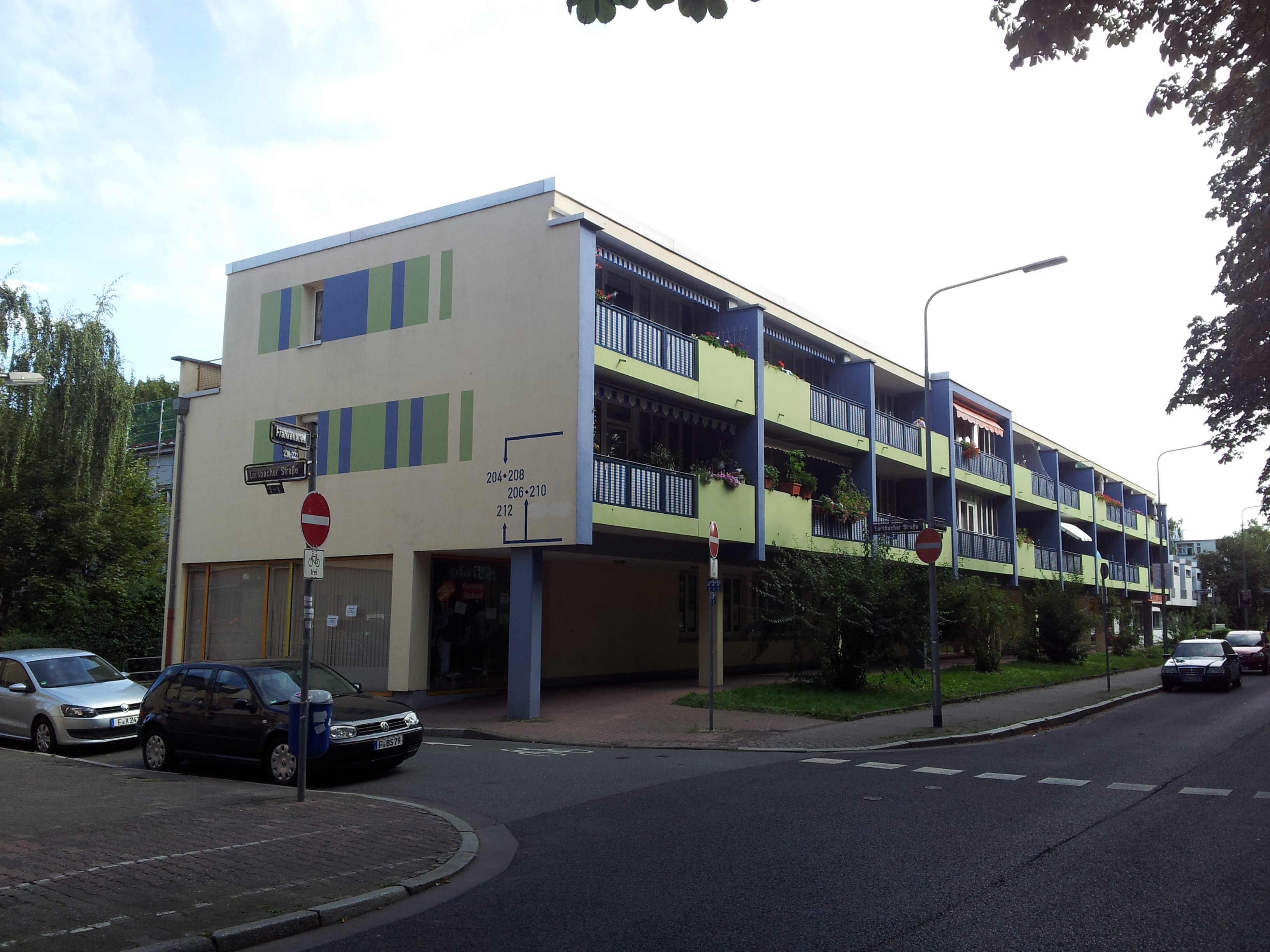
Hellerhof Siedlung (1931)
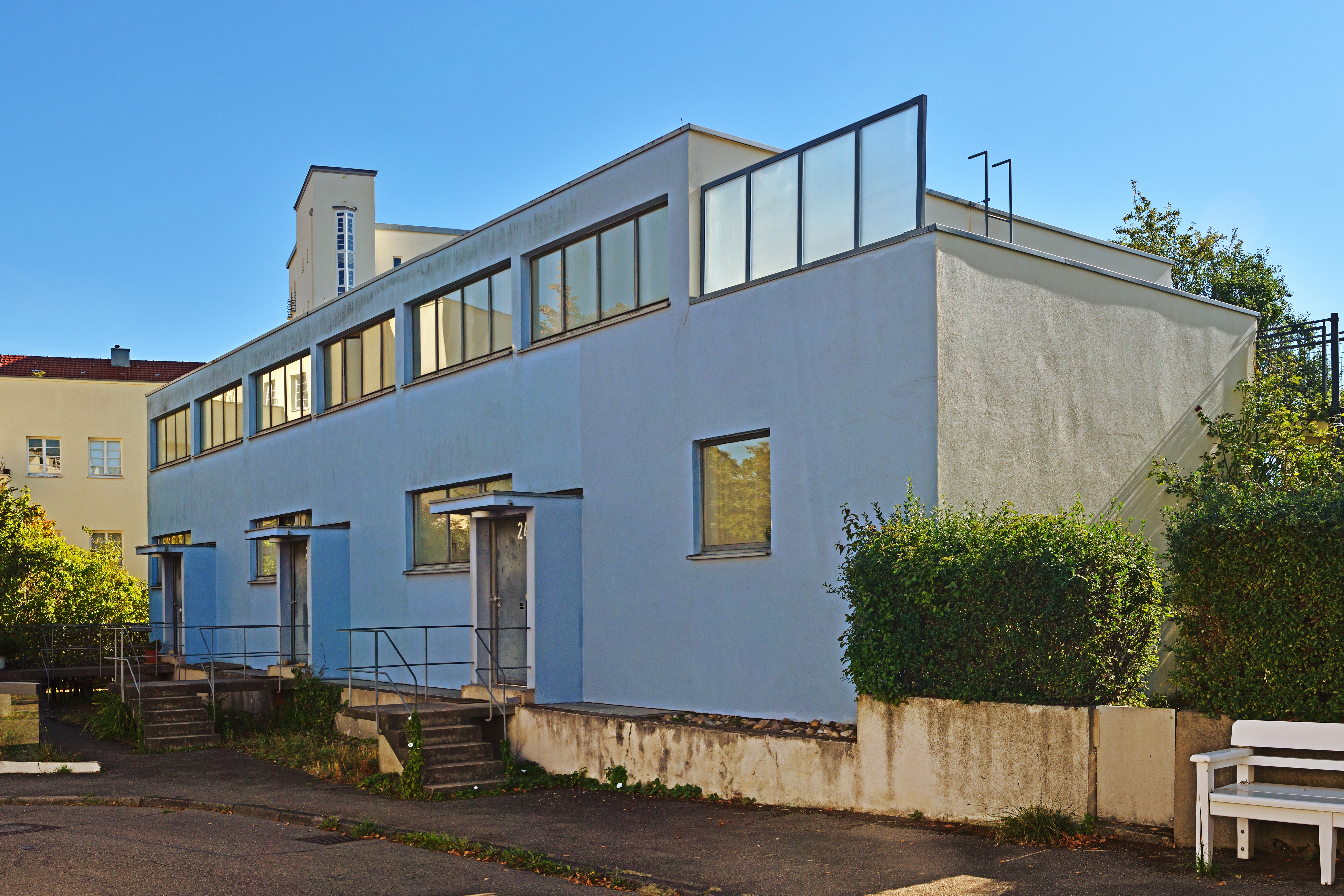
Dom szeregowy (1927) na wystawie Weißenhof w Stuttgarcie
Willa Jiřego Palički w Pradze (1928)